# ポロンナルワ王国

ポロンナルワ王国
පොළොන්නරුව රාජධානිය

ポロンナルワ王国（ポロンナルワおうこく、シンハラ語: පොළොන්නරුව රාජධානිය）は、スリランカにかつて存在したシンハラ王国。それ以前に存在したアヌラーダプラ王国の都アヌラーダプラがチョーラ朝に攻略され、南にあるポロンナルワへと遷都した結果成立した。成立は1055年、滅亡は1236年とされている。

## 成立
都ポロンナルワはマハウェリ川沿岸に位置する。その歴史は古く、アヌラーダプラと同時期に街ができたと考えられている。また、アヌラーダプラ王国時代には、王国第2の都として栄えていた。

## 歴史
1017年、1,400年以上の歴史を持つアヌラーダプラ王国はチョーラ朝の侵攻を受けて滅亡し、国王マヒンダ5世はインドへと連れ去られ1029年に死亡した。その後チョーラ朝の国王ラージェーンドラ1世は都をポロンナルワに移し、53年間統治した。その間、ポロンナルワはチョーラ朝によってジャナナタプラムと呼ばれていた。1070年、ルフナ公国の大公ウィジャヤバーフ1世は、チョーラ朝を破りアヌラーダプラとポロンナルワを奪還。ポロンナルワ王国を建国した。その後彼はミャンマーのパガン王朝から仏典を譲り受け、仏教の再興を図った。
パラークラマバーフ1世が即位する前、王国は3つの国に分裂していた。その1つダッキナデサ国の王となったパラークラマバーフは他の2国を破り、スリランカを統一した。彼の統治下では、南インドのパーンディヤ朝への遠征も行われた。
その後パーンディヤ朝のパラークラマ・パーンディヤ2世の侵攻によって1212年から3年間、支配下に入った。その後彼はカリンガ国から来たとされるカリンガ・マーガに倒され、ポロンナルワも彼の支配下に入った。その後カリンガ・マーガはジャフナ王国を建国した。一方、シンハラ王朝はウィジャヤバーフ3世がダンバデニヤへ遷都し、ダンバデニヤ王国が建国された。

## 歴代国王
- ウィジャヤバーフ1世 (Vijayabahu I)
- ジャヤ・バーフ (Jaya Bahu)
- ヴィクラマバーフ (Vikrama Bahu)
- パラークラマバーフ1世（英語版） (Parakrama Bahu, The Great)
- ニッサンカ・マッラ (Nissankamalla I)
- リラヴァーティ女王 (Queen Lilavati)
- カルヤナヴァーティ女王 (Queen Kalyanavati)

## 交易
ポロンナルワを支配した国王たちは諸外国と交易を行った。パラークラマバーフ1世の統治の際、スリランカはコメの一大産地であり、インドや他の東南アジア諸国へ輸出していた。ポロンナルワの人々は沿岸部でしか取れない塩を除くと、多くのものを近隣で得ることができた。

## 宗教
ポロンナルワ王国では仏教が中心となった。しかしシンハラ人が統治する前はチョーラ朝の影響でヒンドゥー教が大きな力を持っていた。ポロンナルワのムーンストーンにはヒンドゥー教で神聖視されるウシの形を取り除いた痕跡が残っており、遺跡内にはシヴァを祀る寺院も存在する。